# Anima Mundi (groupe)
Pour les articles homonymes, voir Anima Mundi.
 (novembre 2018).
Anima Mundi est un groupe de rock progressif symphonique cubain formé au printemps 1996 par cinq amis qui sont allés à l'école ensemble pour se spécialiser en professeur de musique.
La composition originale était Roberto Díaz aux guitares et au chant, Virginia Peraza aux claviers, Ariel Valdés à la batterie et aux percussions, Gustavo Comptis à la basse et au chant et Abel González aux guitares, au son des claviers et au chant. Le groupe combine rock symphonique, New Age, celtique et musique traditionnelle cubaine. 

## Présentation

### Style musical
Musicalement similaire aux actes symphoniques britanniques des années 1970 qui ont connu un succès commercial, le groupe incorpore de multiples couches de synthétiseur avec un fond rythmique et percutant de basses aiguës et de percussions polyphoniques tout en mettant en valeur la virtuosité des synthétiseurs principaux et de la guitare.
Leurs chansons sont caractérisées par de longues suites instrumentales divisées par des passages vocaux aux paroles surréalistes et spirituelles.

### Membres
Les membres incluent les fondateurs et chanteurs Roberto Diaz aux guitares et Virginia Peraza aux claviers, accompagnés par Yaroski Corredera à la basse, Aivis Prieto Bauta au chant et Marco Alonso à la batterie.

### Carrière
Ils ont publié six albums studio : Septentrión (2002), Jagannath Orbit (2008), The Way (2010), The Lamplighter (2013), I, Me, Myself (2016) et Insomnia (2018). Ces quatre derniers ont connu un succès mondial et ont reçu des critiques positives.
En 2012, le groupe publie une performance enregistrée lors de leur premier concert à Helmond, aux Pays-Bas, sur deux CD / DVD, intitulé Live in Europe.
Anima Mundi a remporté trois fois — avec les albums The Way, The Lamplighter et I, Me, Myself — le titre du « meilleur album rock de l'année » du Cubadisco (Cuban Grammy) organisé par l'Institut de musique cubain.

## Galerie

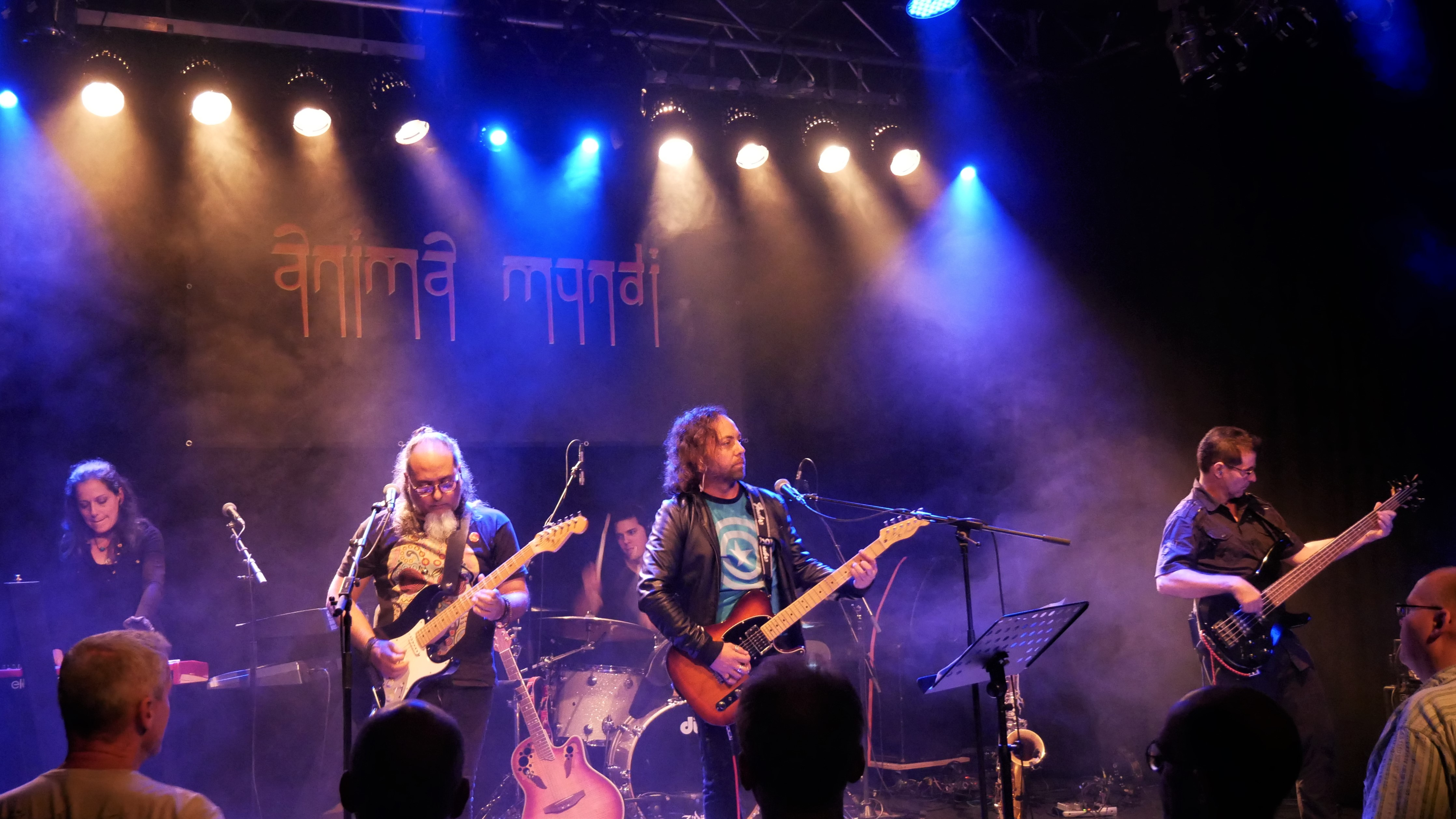
Anima Mundi
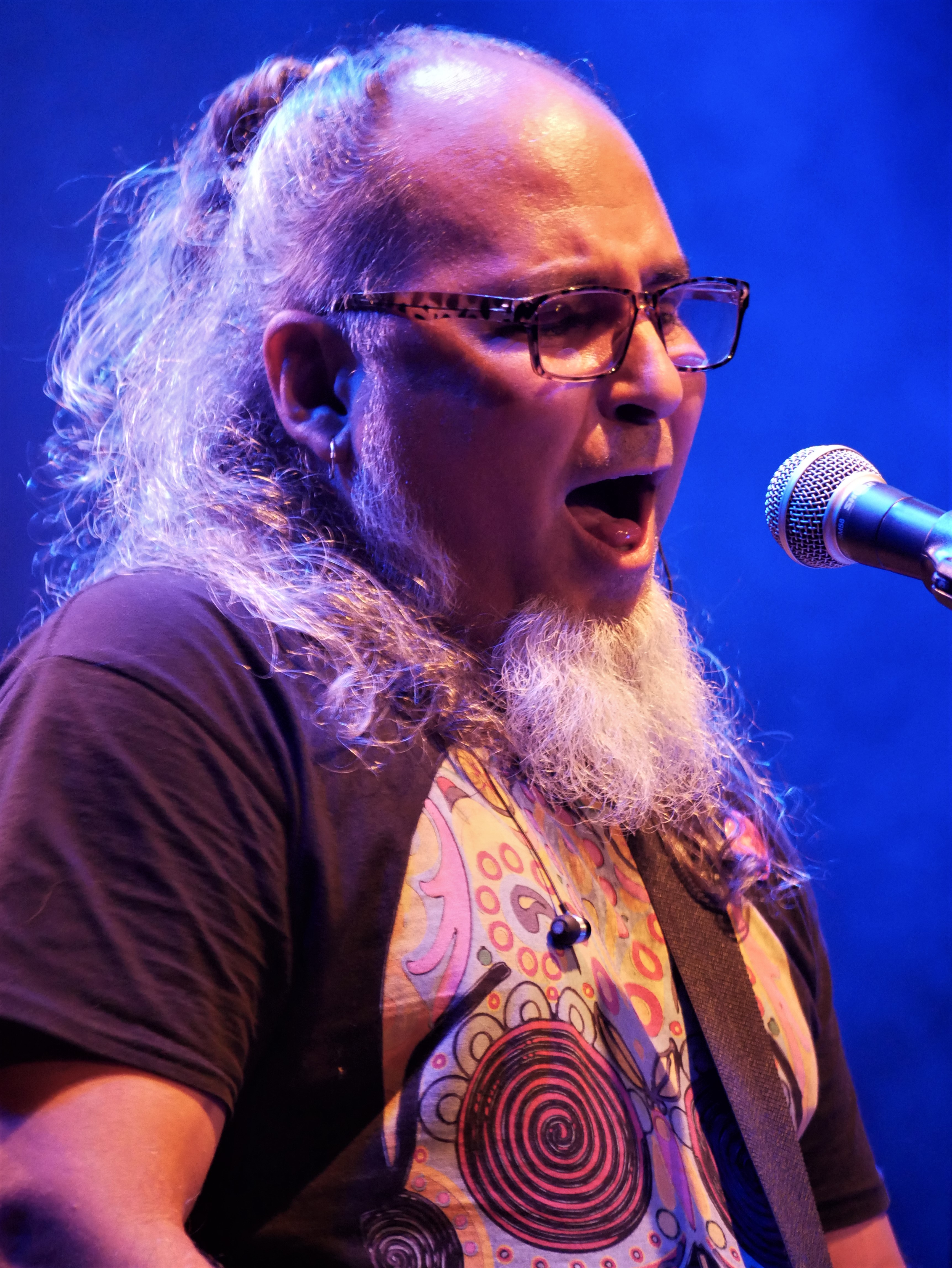
Roberto Diaz
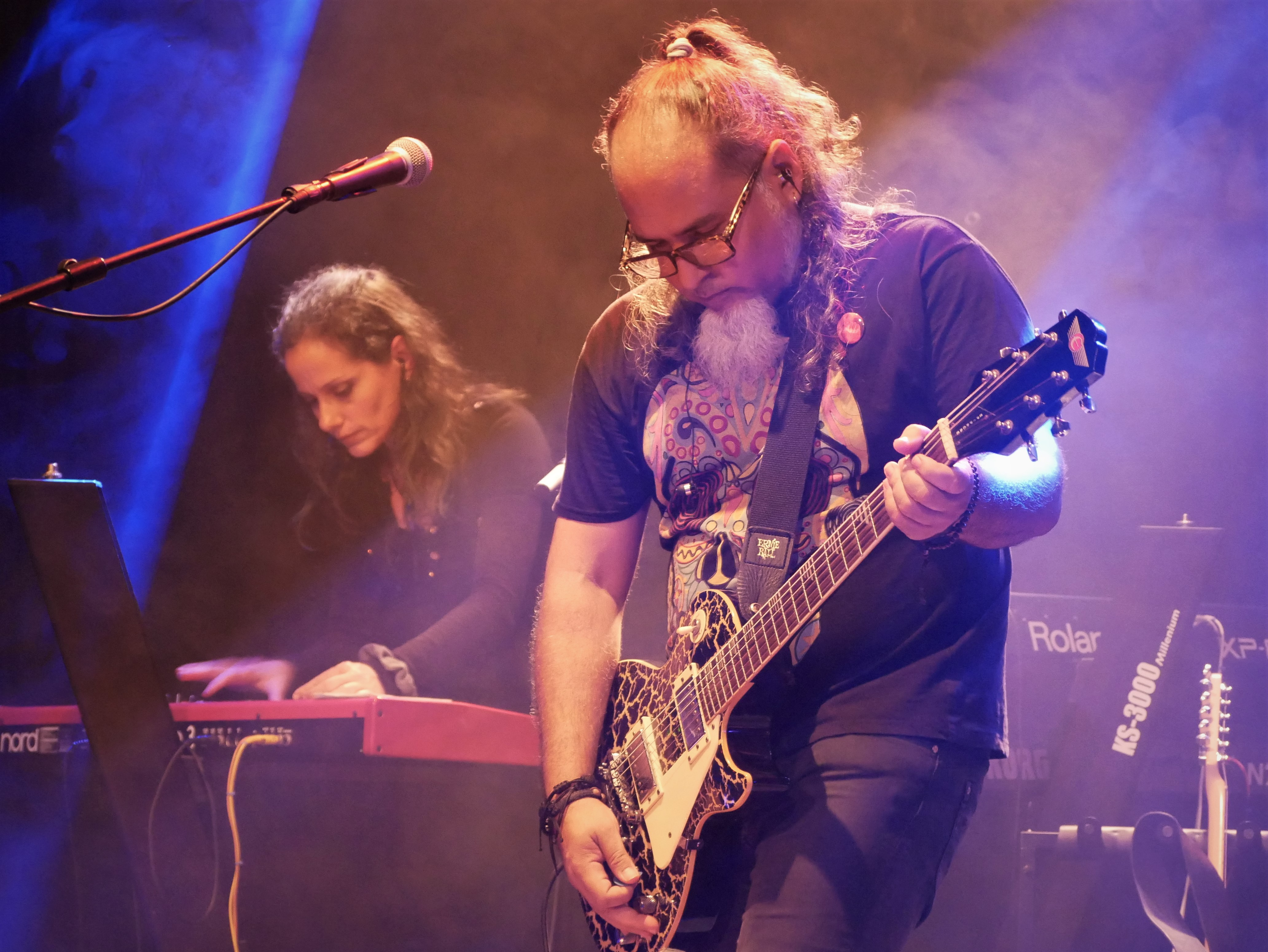
Roberto - Virginia
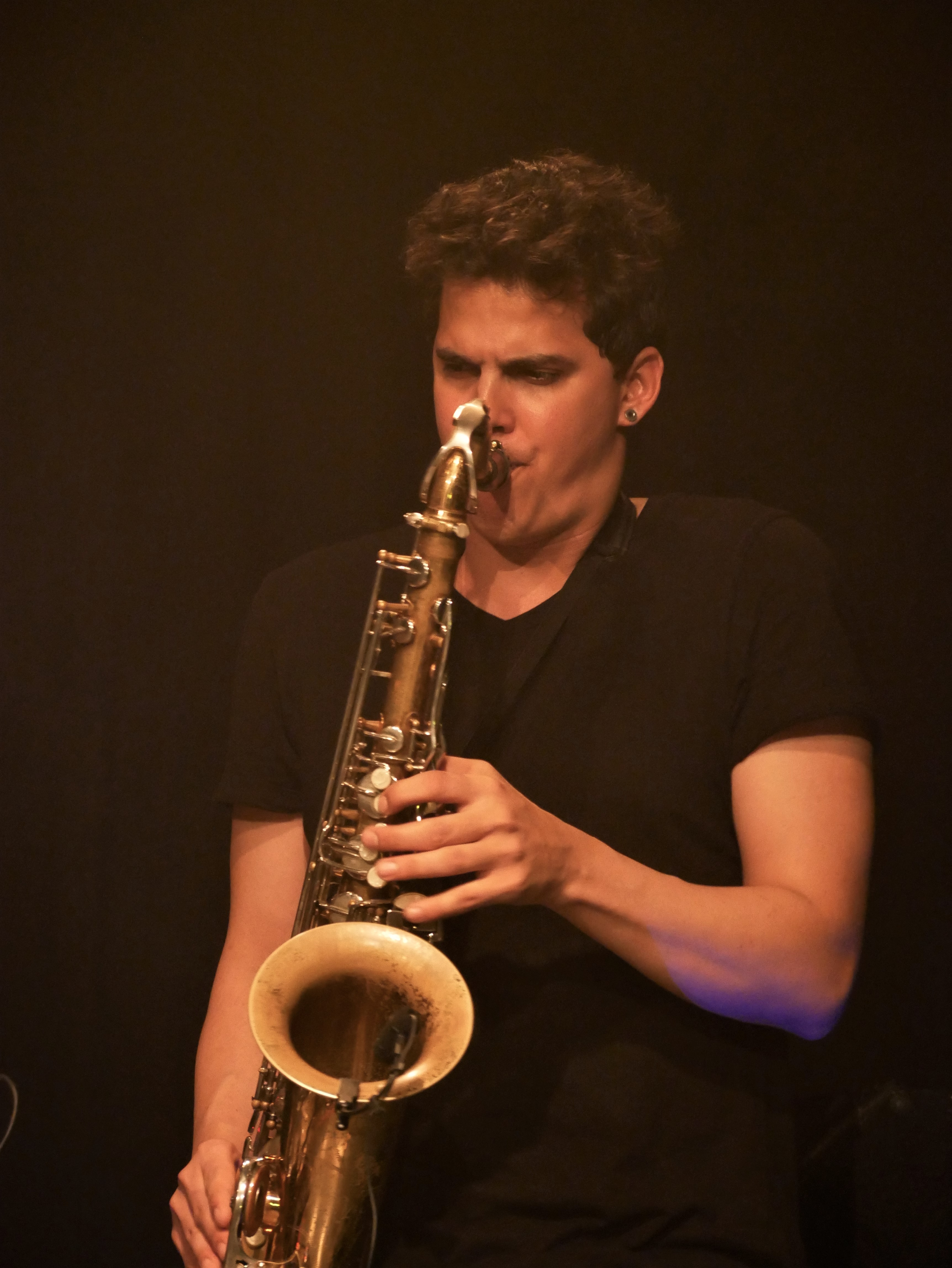
Marco Alonso
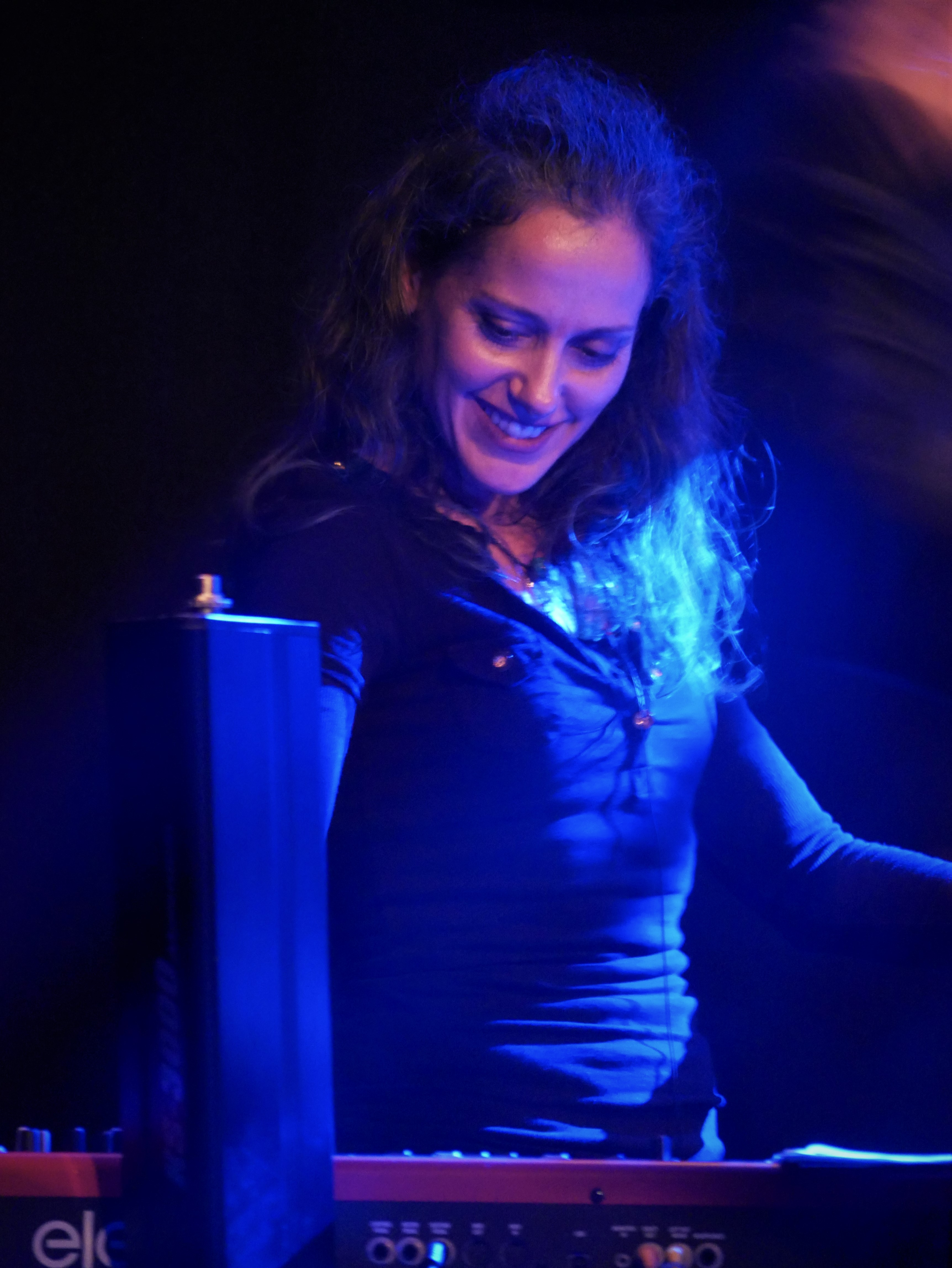
Virginia Peraza
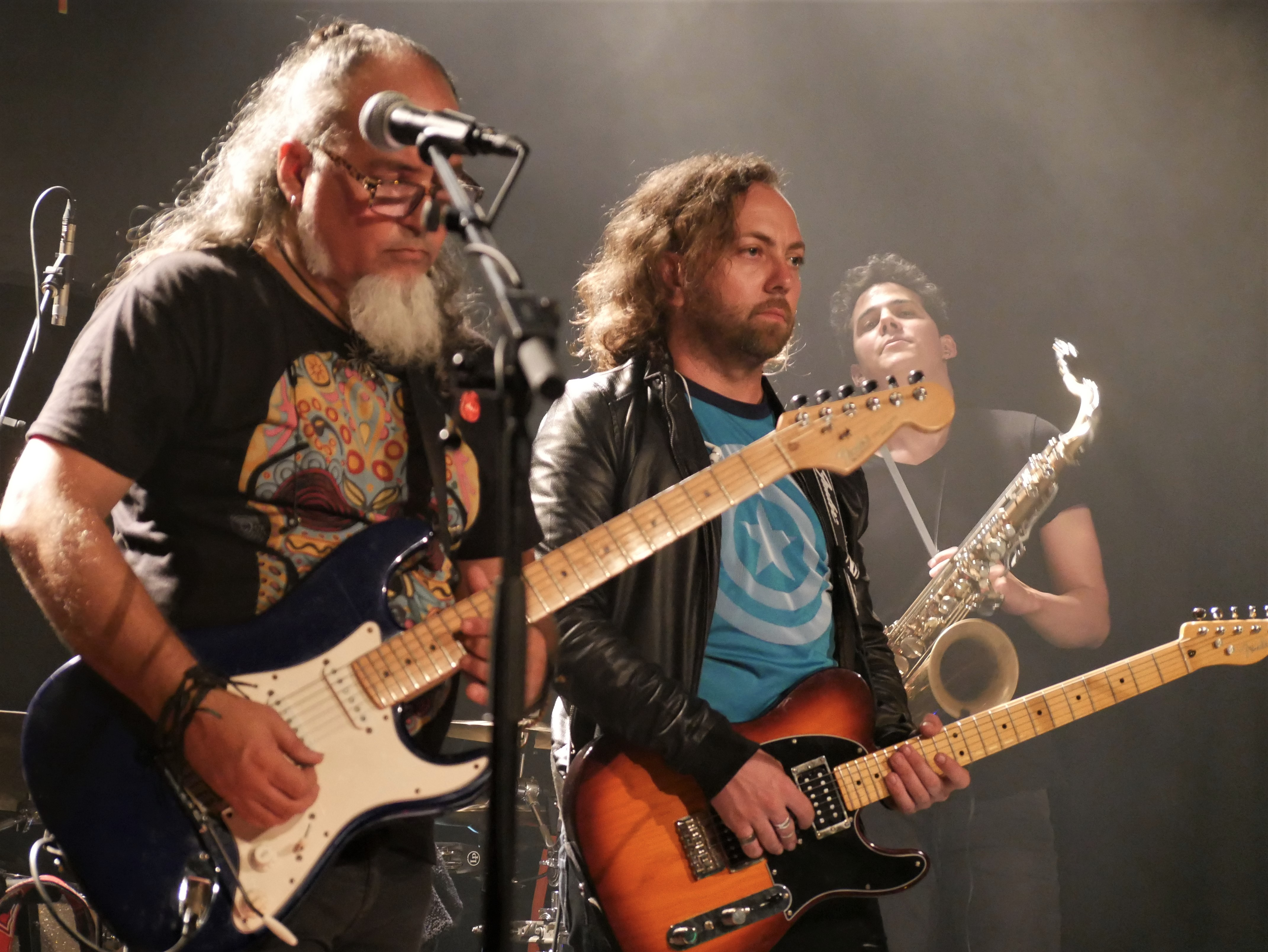
Roberto - Aivis - Marco
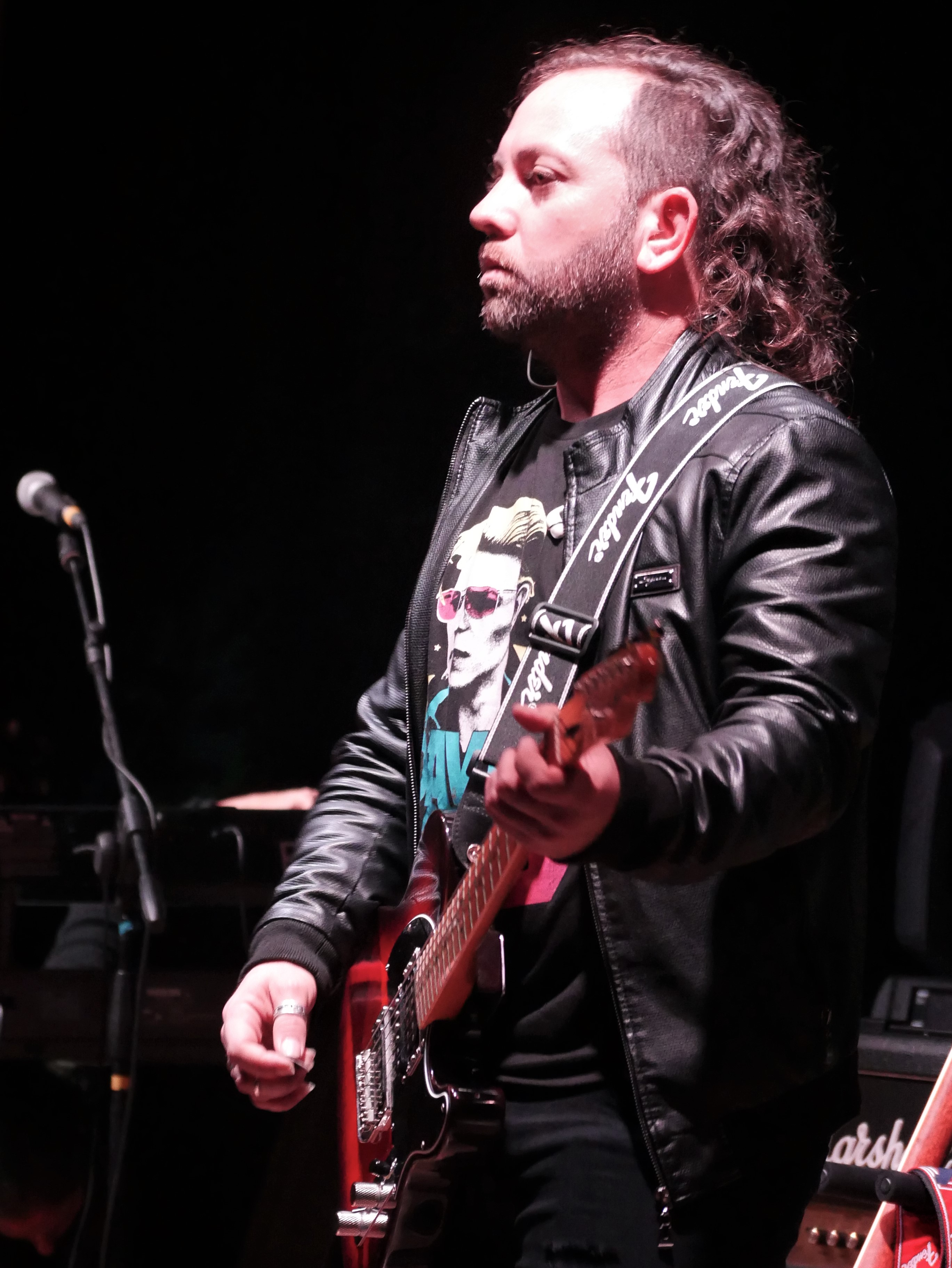
Aivis Prieto Bauta